# 武蔵野鉄道デハ5560形電車
武蔵野鉄道デハ5560形電車（むさしのてつどうデハ5560がたでんしゃ）は、現・西武鉄道の前身である武蔵野鉄道が新製した電車である。
本項では同形の制御車サハ5660形電車についても併せて記述する。

## 概要
武蔵野鉄道では、本線飯能 - 吾野間および村山支線西所沢 - 村山貯水池際（現・西武球場前）間の開通を翌年に控え、1928年（昭和3年）6月に12両の電車を川崎造船所（現・川崎重工業）で新製した。開通を控えた2路線がいずれも観光誘致目的を内包していたことから、同12両はいずれも武蔵野鉄道初の2扉クロスシート車として竣功した。うち8両はデハ5550形・サハ5650形・サハニ5763形として落成したが、4両はこちらも武蔵野鉄道初となる全鋼製車体で新製され、設計・仕様も大きく異なることから別形式、すなわち本形式に区分されたものである。
本形式は制御電動車デハ5560形5561・5562ならびに制御車サハ5660形5661・5662の4両からなり、常時本形式同士で編成された。

## 仕様

### 車体
全長17m級の全鋼製車体で、深い屋根と腰板部を広く取ったやや腰高な印象を与える窓位置等、いわゆる「川造形」車体固有の特徴を持つ。ただし、初期の「川造形」が魚腹式台枠を採用しリベットによる組立を多用していたのに対して、本形式では形鋼通し台枠の採用と溶接工法を多用したことによるリベット組立部分の大幅な減少という相違点を有し、本形式が初期の「川造形」に酷似した鈍重な外観であるにもかかわらず、構体設計そのものは一世代進化していることが窺い知れる。
運転台は全室式で、主幹制御器およびブレーキ弁は従来車と同様にタブレット交換に有利な進行方向右側に設置されているが、デハ、サハともに武蔵野鉄道では初となる片運転台構造を採用した。前面は貫通扉を備えた3枚窓構成で、貫通扉下部には渡り板を備えるが、貫通幌ならびに幌受の装備は持たない。側面窓配置はd2D4D2（d：乗務員扉, D：客用扉）、片側2箇所に1,000mm幅の片開客用扉を備え、客用扉下部にはステップを備える。また、落成当初は乗務員扉下部にも同様のステップを持つ点が特徴であったが、後年の客用扉下部ステップ撤去施工と同時に埋め込み撤去されている。
側窓は戸袋窓を含めて全て1,100mm幅とし、製造年代を考慮すると破格の大型窓を装備する。側窓構造は一段下降式であるが、当時一般的であった落とし窓方式ではなく、大型窓採用の代償として重量化した窓の操作性を考慮し、バランサーとしてスプリングを組み込んだ点が特筆される。また、前面および側面の扉部分を除く全ての窓について上隅部をR形状としており、優美な印象を与えるものであった。
なお、これら本形式の基本設計は翌1929年（昭和4年）3月に新製された吉野鉄道モハ201形・クハ301形にも多少のアレンジを加えられつつ踏襲されたことから、本形式ならびに吉野モハ201形・クハ301形の設計・製造に際しては、製造会社である川崎造船所（川崎車輌）の意向が色濃く反映されたものと推測される。
車内は前述のようにクロスシート仕様であるが、主電動機点検用のトラップドアが床面台車付近に開口するデハは客用扉間の座席のみクロスシートとしたセミクロスシート仕様であったのに対し、サハは全座席をクロスシートとしたオールクロスシート仕様であった点が異なる。両者ともに窓配置に合わせてデハには10脚、サハには22脚のボックスシートがそれぞれ設置され、竣工当時は背もたれをビロード張りの豪華仕様としていたと伝えられる。

### 主要機器
主電動機はゼネラル・エレクトリック (GE) 社製GE-244もしくはGE-244の日本国内ライセンス生産品である芝浦製作所製SE-102（端子電圧675V時定格出力85kW≒105HP）を1両当たり4基搭載する。同主電動機はデハ130形以降に新製された電動車全車が搭載する、武蔵野鉄道における標準型主電動機であった。
制御器はデハ5550形と同様、従来のGE社製Mコントロールの系譜に属する東芝RPC形電空カム軸式自動加速制御器から、WH社の系譜に属する簡素な構造の単位スイッチ式手動加速制御（HL制御）器に変更された。
制動装置はウェスティングハウス・エアーブレーキ社 (WABCO) 系のM三動弁による元空気溜管式のAMM自動空気ブレーキで、ブレーキシリンダーを車体側に搭載し、床下に設置されたブレーキロッドを介して前後台車の制動を行う、落成当時としては一般的なブレーキワークが採用されている。
台車はデハが鉄道省制式のDT10系台車の、クハが同TR10系台車の基本設計をそれぞれ踏襲し、固定軸間距離を縮小した独自仕様による釣り合い梁式台車を装着した。基礎制動装置は全台車ともクラスプ（両抱き）式である。
なお、パンタグラフはデハのみならずサハにも搭載され、搭載位置は各車の運転台寄りとされた。

## 導入後の変遷

### 戦中から戦後にかけて
前述のように、本形式はデハ・サハ末尾同番号同士で事実上固定編成とされ、他形式と区別されることなく運用された。
その後、戦中の混雑激化に伴い扉間のクロスシートが撤去されたが、同スペースには新たな座席は設置されなかったため、あたかも荷物電車のような空間と化した。オールクロスシート仕様であったサハ5660形については、扉間のクロスシート撤去と同時に車端部のクロスシートをロングシートに改装している。加えて、本形式の特徴である大型側窓ガラスも物資不足の影響からサッシが中央で2分割され、印象に変化が生じた。
終戦後、武蔵野鉄道は（旧）西武鉄道ならびに食糧増産株式会社を吸収合併し、1945年（昭和20年）9月に現・西武鉄道が成立したが、その後保有する全車両に対して改番を実施することとなり、本形式も1948年（昭和23年）6月に施行された一斉改番によってモハ241形241・242およびクハ1241形1241・1242（車番はいずれも初代）と改称・改番された。
なお、同時期には扉間の座席が復旧されているが、クロスシートが復活することはなく、全車ともオールロングシート仕様となった。その他、客用扉の自動扉化・クハの台車換装およびパンタグラフ撤去・側窓ガラスを1枚仕様に復元・客用扉下部のステップ撤去ならびに拡幅ステップ取り付け等の改造が順次施工されている。

### 晩年
新製以来、池袋線系統に配属され続けた本形式であるが、後年の輸送人員増加に伴って2扉構造がネックとなり、1954年（昭和29年）以降2編成揃って是政線（現・多摩川線）へ転属した。しかし、同線でもまたドア数の少なさに起因する問題が生じ、さらに同時期には一段下降窓構造の宿命ともいえる雨水の浸入による車体の老朽化が著しくなりつつあったことから、1955年（昭和30年）に車体修繕および3扉化改造が施工された。
改造は窓配置の都合上、単純に車体中央に客用扉を新設するのではなく、全ての窓間柱および既存の客用扉吹き寄せ部寸法を縮小して扉新設スペースを捻出するという大規模なもので、改造後の窓配置はd2D2D2D2と変化した。同時に既存の客用扉を含めて全ての扉がプレス扉化されたほか、車体全般の補修ならびに前面の非貫通構造化・運転台の左側への移設等が実施されている。

3扉化改造後の本形式は再び池袋線系統へ配属されたものの、老朽化した構体にこのような大改造を施工したことが劣化の進行に拍車を掛ける形となり、末期は実質休車状態となって稼動する機会をほぼ失った。そして、1958年（昭和33年）には501系モハ501 - 504（2代）が本形式の車体大型化更新名義で新製され、同年7月から9月にかけて同4両に車籍を譲る形で事実上廃車となり、本形式は形式消滅した。

不要となった本形式の車体および主要機器は近江鉄道へ譲渡され、同社従来車の鋼体化名義で竣功した。しかし、車体の著しい老朽化は如何ともしがたく、あまり稼動機会のないまま再び車体更新が実施され、1969年（昭和44年）4月までに車体は処分された。